# Eleonora von Toledo und ihr Sohn Giovanni
Das Gemälde Eleonora von Toledo und ihr Sohn Giovanni  ist eines der berühmten Medici-Porträts des italienischen Malers Agnolo Bronzino und zählt zu den bedeutendsten Beispielen der Porträtmalerei überhaupt. Es ist um 1545 in Florenz entstanden.

## Inhalt
Das Doppelbildnis zeigt die Frau des toskanischen Herzogs Cosimo I. de’ Medici, Eleonora von Toledo, und ihren gemeinsamen Sohn Giovanni. Bronzino hat Eleonora zweimal in Gesellschaft eines Sohnes gemalt, während es kein Doppelporträt mit einer Tochter gibt. Das andere Doppelporträt zeigt sie mit ihrem Erstgeborenen Francesco, erhalten ist jedoch nur noch die Werkstattversion des Bildes in Pisa.  Mit der Darstellung der beiden männlichen Medici-Erben in repräsentativen Staatsporträts wurde demonstriert, dass der Fortbestand der Dynastie gesichert war. 

## Eleonora von Toledo
Eleonora von Toledo, Tochter des spanischen Vizekönigs von Neapel, war 1539 im Alter von siebzehn Jahren an den neunzehnjährigen Herzog Cosimo verheiratet worden. Das Paar hatte neun Kinder, von denen die meisten im Kindes- oder Jugendalter starben. 
Bronzino hat Eleonora von Toledo mehrfach gemalt. Drei Porträts werden von der Kunstwissenschaft übereinstimmend als eigenhändig anerkannt, außer diesem Doppelporträt auch die beiden Einzelbilder in Prag (von 1543) und Berlin (entstanden zwischen 1555 und 1560), während es sich bei den übrigen Bildern um Repliken und Schülerkopien aus Bronzinos Werkstatt handelt. Die Staatsporträts zu kopieren, war ein in der Zeit übliches Verfahren, da die Bilder gelegentlich für diplomatische Zwecke verschenkt wurden.

## Giovanni de’ Medici
Giovanni de’ Medici (1543–1562) war der zweite Sohn Eleonoras. Getauft war er auf den Namen seines berühmten Onkels Giovanni de’ Medici, einen Sohn Lorenzo des Prächtigen. Als Papst hatte er den Namen Leo X. angenommen. Auch Giovanni wurde für die kirchliche Laufbahn bestimmt und verkörperte offenbar die Hoffnung des Vaters auf eine ebenso glanzvolle Karriere für seinen jüngeren Sohn wie es die seines Bruders war. Als Giovanni im Alter von 19 Jahren starb, war er bereits Bischof von Pisa und Kardinal. 

Von Giovanni existieren weitere Porträts Bronzinos, und zwar Giovanni mit dem Distelfink, Giovanni (mit Buch und schwarzem Anzug) von 1550/51 im Ashmolean Museum in Oxford und schließlich das allegorische Porträt Giovanni als Johannes der Täufer von 1560/61 in der Galleria Borghese in Rom, in dem manche Interpreten ein Porträt Giovannis zu erkennen meinen.

## Beschreibung
Das Bild ist ein Dreiviertelporträt. Eleonora ist sitzend dargestellt, der Körper ist nach links gerichtet, sie schaut jedoch den Betrachter an.  Der linke Arm ruht auf dem Rock ihres schweren Kleides, mit dem rechten umfasst sie die Schulter ihres etwa dreijährigen Sohnes, der mit abwesendem Blick vor sich hin träumt. Giovanni trägt ein schmuckloses Kinderkleid aus dunkelblau-gold  changierendem Seidenstoff, aus dem der mit Goldfäden bestickter Kragen und die  gefältelten Manschetten des Untergewandes herausschauen. 
Im Gegensatz dazu ist die Mutter auf das prächtigste in Brokat  und Perlenschmuck gekleidet, die  vor dem intensiv-blauen Lapislazuli-Hintergrund wirkungsvoll zur Geltung kommen. Das Blau des Hintergrundes wird um den Kopf Eleonoras zunehmend heller, so dass sie von einem Nimbus umgeben scheint, der ihre vornehme Erscheinung zusätzlich nobilitiert.  Das in der Mitte gescheitelte dunkle Haar  wird von einem mit Perlen besetzten Netz zusammengehalten. In den Ohren trägt sie tropfenförmige Perlen.
Das Kleid aus weißgrundigem Seidenstoff mit Samtarabesken und einem auffallenden Granatapfelmuster aus Goldbrokat, hat ein enges Oberteil. Die steifen geschlitzten Ärmel betonen auffällig die Schulterpartie. Der gerade Ausschnitt des Kleides ist zum größten Teil von einem Netz aus Brokatkordeln und Perlen bedeckt, ähnlich dem Haarnetz Eleonoras. Um die Taille trägt sie eine schwere Goldkette, an deren Ende eine Quaste mit dicht aufgefädelten Perlen hängt. Eleonora trägt zwei Perlenketten, die große reicht bis zur Mitte der Brust, das enge  Collier hat einen Anhänger aus einem großen geschliffenen Topas und einer tropfenförmigen Perle. Der Stoff wurde zwar nach spanischen Vorlagen, jedoch in den Manufakturen der Medici in Florenz gewebt. Die Leistungsfähigkeit der lokalen Textilindustrie wird hier nebenbei in dem Bild wirkungsvoll in Szene gesetzt. 
Eleonoras Gesicht ist von vollkommener Ebenmäßigkeit, ebenso makellos wie das emailglatte Inkarnat. Unter dem steifen Kleid sind keinerlei Körperformen zu erkennen, ebenso wie das Oval des Gesichts ist der Oberkörper geometrischen Formen angenähert. Nach den Vorlieben  manieristischer Malerei sind die Körperproportionen überlängt. Erwünscht war offenbar keine detaillierte Porträtgenauigkeit, sondern vielmehr die Präsentation eines Idealbildes.    

## Das Bild als Staatsporträt
Bei aller Kostspieligkeit von Schmuck und Kleidung, bei der die königliche Pracht des Brokats durch die kühlen Farben Schwarz, Weiß und Goldbraun gedämpft wird, strahlt Eleonora Zurückhaltung, Würde und die sichere Gewissheit des Rangs und der Bedeutung des Hauses Medici aus. 
Die großzügige Verwendung von Lapislazuli, dem kostspieligsten Malmaterial überhaupt, die fast stilllebenhafte Präsentation eines kostbaren Kleidungsstück mit dem zentralen Blickfänger eines Granatapfel, dem antiken Symbol für Lebensfülle und Fruchtbarkeit, und schließlich die Anwesenheit eines Knaben auf dem Bild sind  versteckte Hinweise auf den Reichtum und die wirtschaftliche Leistungsfähigkeit der Medici und ihre gesicherte Herrschaft in Florenz. 
Dass Cosimo während seiner gesamten Regierungszeit immer wieder neu seine Herrschaft sichern musste, und dass die wirtschaftliche Lage wegen der Kriegskosten und der kulturellen Ambitionen des Herzogs alles andere als rosig war, steht auf einem anderen Blatt.  

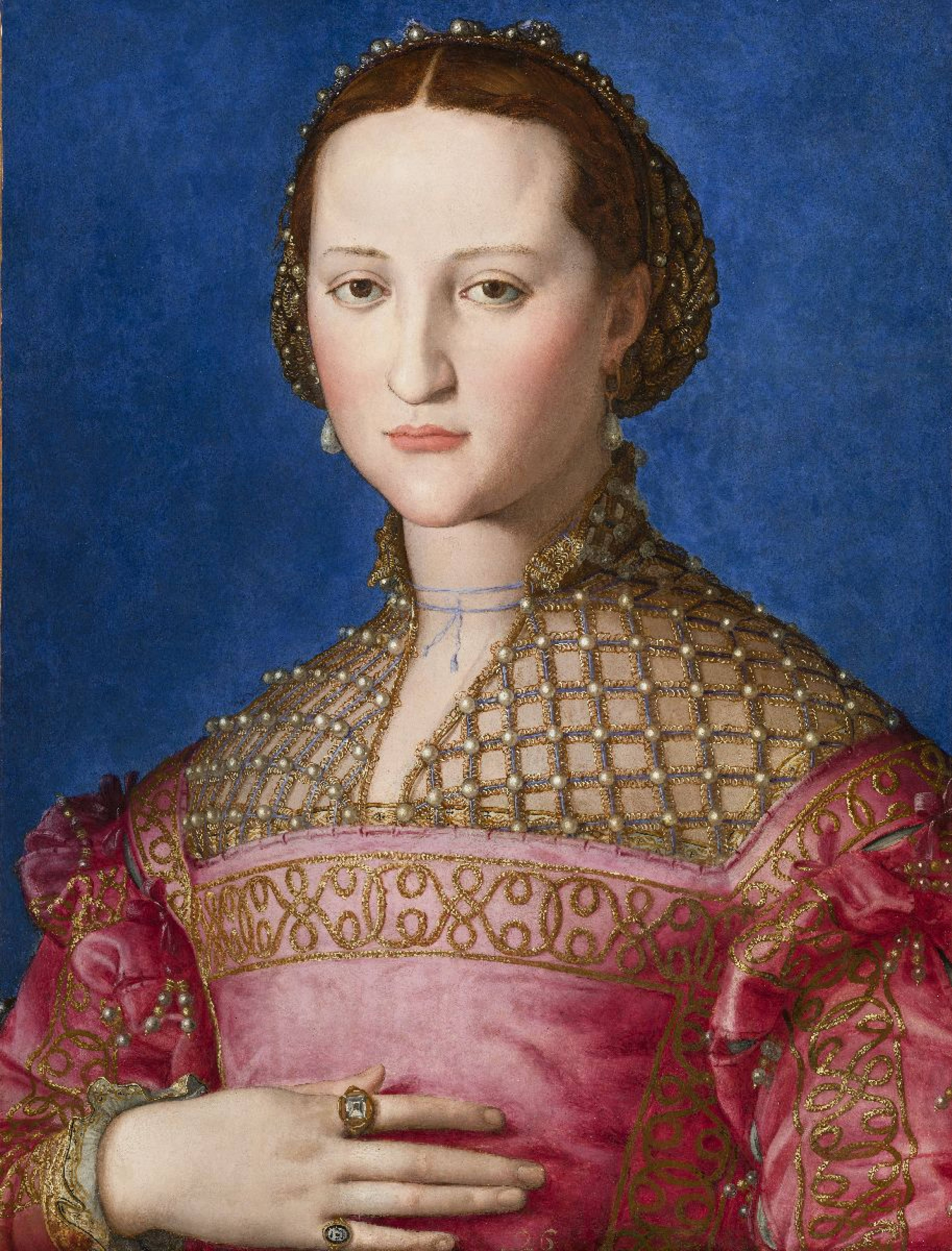
Eleonora als 23-jährige, 1543, Prag, Nationalgalerie
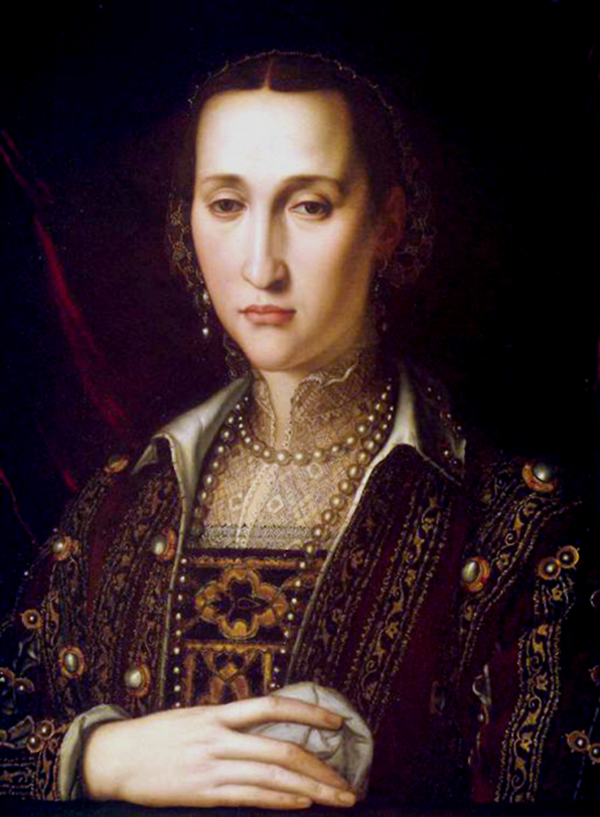
Eleonora als 40-jährige, 1560, Berlin, Gemäldegalerie
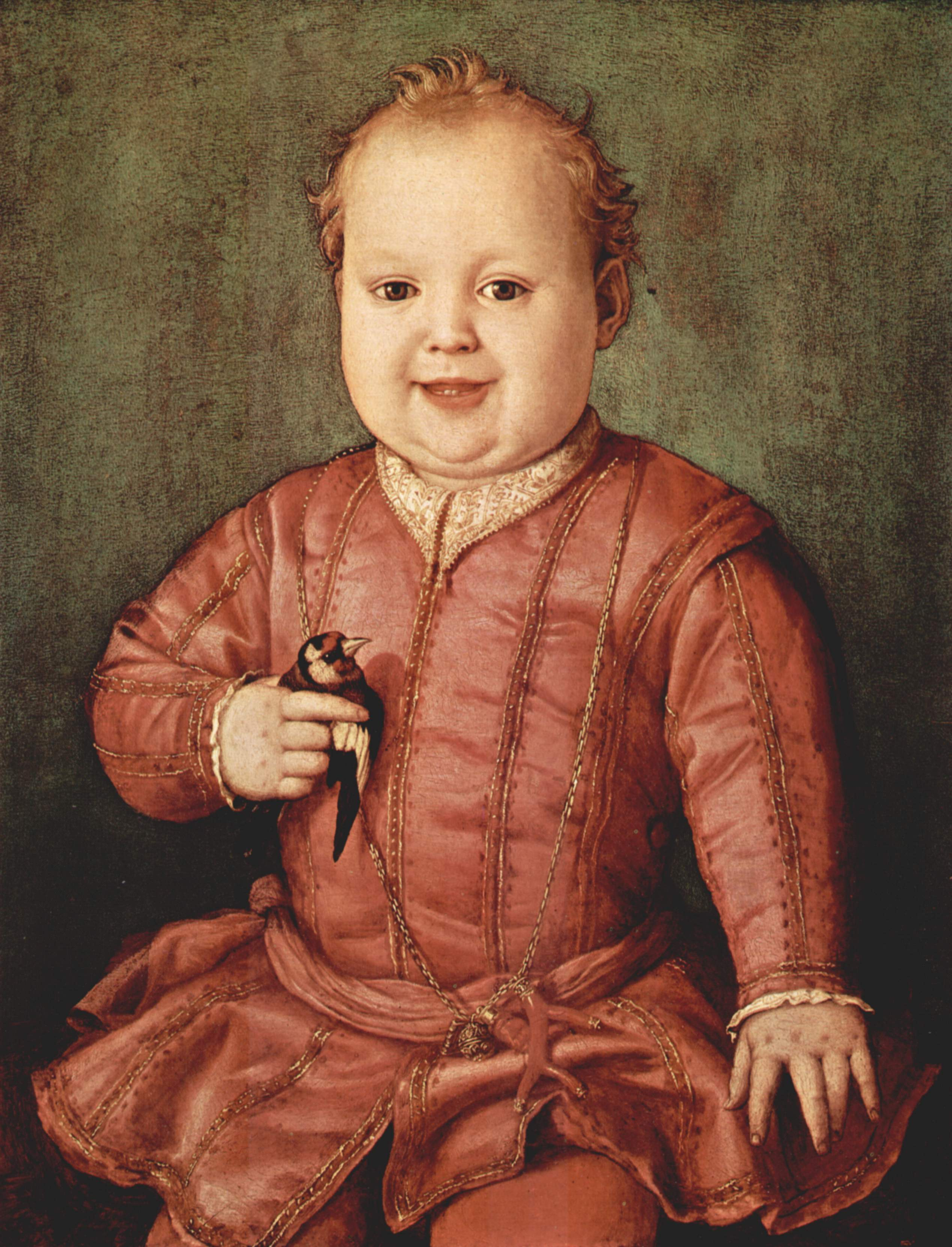
Bronzino: Giovanni de’ Medici, 1545, Florenz, Uffizien
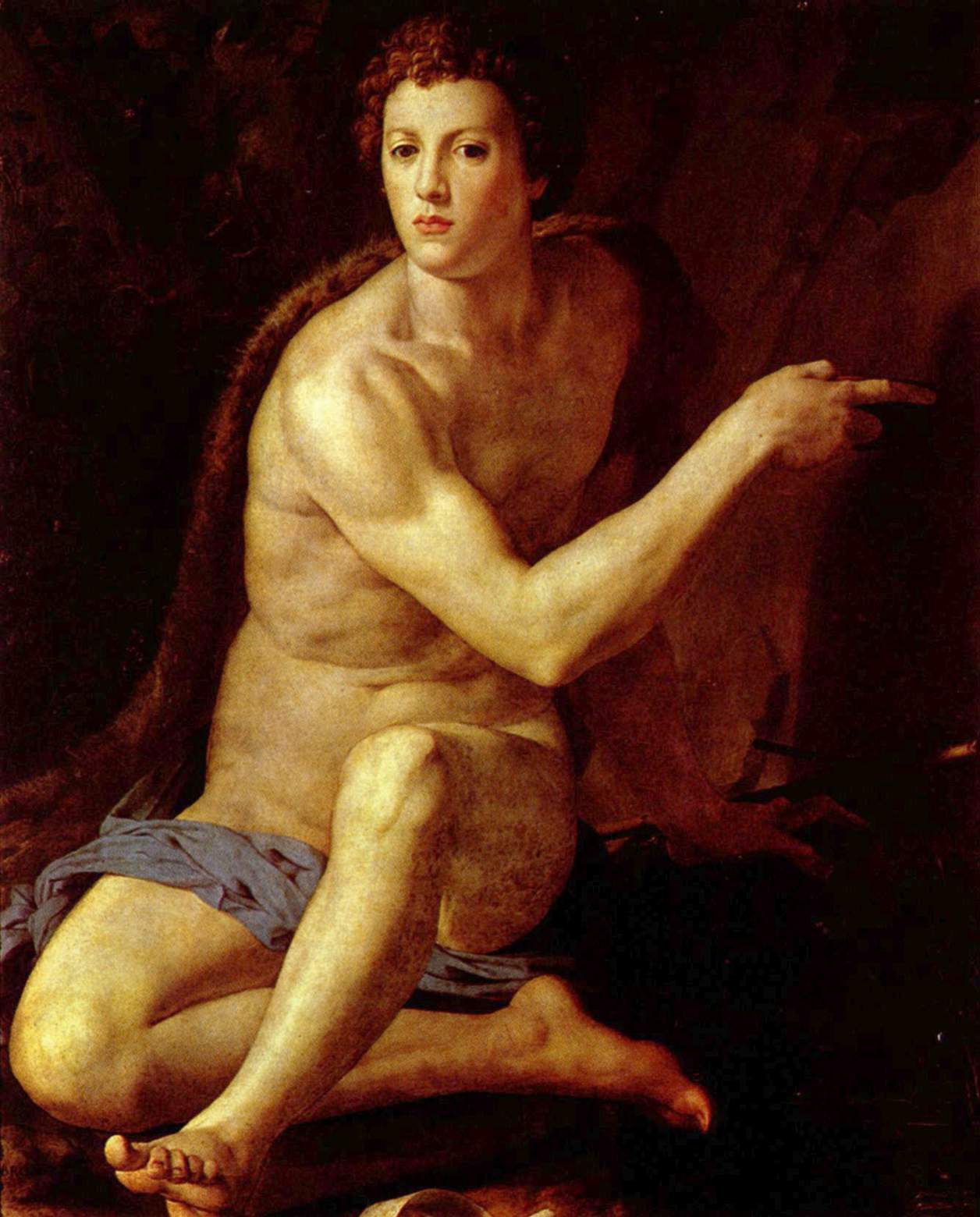
Giovanni de’ Medici als Johannes der Täufer, Rom, Galleria Borghese

## Rezeption
1991 nahm Patrick Raynaud Bronzinos Gemälde als Ausgangsmaterial für eine Installation in der Galerie Langer Fain in Paris:
- Patrick Raynaud: Bronzinos Postkarten: Portrait einer Frau, 1991. Postkartenständer, Cibachrome unter Plexiglas. Sammlung Guendet, Paris.